# Lista siturilor arheologice din județul Ilfov - A
Lista siturilor arheologice din județul Ilfov - A conține toate siturile arheologice din județul Ilfov înscrise în Repertoriul Arheologic Național (RAN) și aflate în localități al căror nume începe cu litera A. RAN este administrat de Ministerul Culturii și Patrimoniului Național și cuprinde date științifice, cartografice, topografice, imagini și planuri, precum și orice alte informații privitoare la zonele cu potențial arheologic, studiate sau nu, încă existente sau dispărute.
Puteți căuta un sit din localitățile care încep cu litera A folosind formularul de mai jos sau puteți naviga prin toate siturile din județ la Lista siturilor arheologice din județul Ilfov.
| Cod RAN                                   | Denumire | Localitate                                   | Adresă           | Datare                | Descoperit | Coordonate | Imagine           | Erori            |
| ----------------------------------------- | --- | -------------------------------------------- | ---------------- | --------------------- | ---------- | ---------- | ----------------- | ---------------- |
| 100843.02.01 (Cod LMI: IF-I-s-B-15138)    | Palatul din epoca medievală de la Afumați / ansamblu Ruinele palatului (Categorie: construcție) (Tip: Palat)                                           | sat Afumați, comuna Afumați                  |                  | sec. XVI              |            |            | Încărcați imagine | Raportați eroare |
| 100843.03.01                              | Situl arheologic de la Afumați - "La Moară" / ansamblu anonim (Categorie: locuire civilă) (Tip: Așezare)                                               | sat Afumați, comuna Afumați                  | La Moară         | geto-dacică           |            |            | Încărcați imagine | Raportați eroare |
| 100843.03.02                              | Situl arheologic de la Afumați - "La Moară" / ansamblu anonim (Categorie: locuire civilă) (Tip: Așezare)                                               | sat Afumați, comuna Afumați                  | La Moară         | sec. III-IV p. Chr.   |            |            | Încărcați imagine | Raportați eroare |
| 179427.01.01 (Cod LMI: IF-I-m-A-15141.06) | Situl arheologic de la Alunișu - "Movila Filipescu" / ansamblu anonim(Broscărie) (Categorie: locuire) (Tip: Așezare)                                   | localitate componentă Alunișu, oraș Măgurele | Movila Filipescu | Gumelnița             |            |            | Încărcați imagine | Raportați eroare |
| 179427.01.02 (Cod LMI: IF-I-m-A-15141.05) | Situl arheologic de la Alunișu - "Movila Filipescu" / ansamblu anonim(Broscărie) (Categorie: locuire) (Tip: Așezare)                                   | localitate componentă Alunișu, oraș Măgurele | Movila Filipescu |                       |            |            | Încărcați imagine | Raportați eroare |
| 179427.01.03 (Cod LMI: IF-I-m-A-15141.04) | Situl arheologic de la Alunișu - "Movila Filipescu" / ansamblu anonim(Broscărie) (Categorie: locuire) (Tip: așezare și)                                | localitate componentă Alunișu, oraș Măgurele | Movila Filipescu | sec. III - IV p. Chr. |            |            | Încărcați imagine | Raportați eroare |
| 179427.01.04 (Cod LMI: IF-I-s-A-15141)    | Situl arheologic de la Alunișu - "Movila Filipescu" / ansamblu anonim(Broscărie) (Categorie: locuire) (Tip: Necropolă)                                 | localitate componentă Alunișu, oraș Măgurele | Movila Filipescu | sec. III - IV p. Chr. |            |            | Încărcați imagine | Raportați eroare |
| 179427.01.05 (Cod LMI: IF-I-m-A-15141.03) | Situl arheologic de la Alunișu - "Movila Filipescu" / ansamblu anonim(Broscărie) (Categorie: locuire) (Tip: Așezare)                                   | localitate componentă Alunișu, oraș Măgurele | Movila Filipescu | sec.V-VII             |            |            | Încărcați imagine | Raportați eroare |
| 179427.01.06 (Cod LMI: IF-I-m-A-15141.02) | Situl arheologic de la Alunișu - "Movila Filipescu" / ansamblu anonim(Broscărie) (Categorie: locuire) (Tip: Așezare)                                   | localitate componentă Alunișu, oraș Măgurele | Movila Filipescu | sec- IX-XI            |            |            | Încărcați imagine | Raportați eroare |
| 179427.01.07 (Cod LMI: IF-I-m-A-15141.01) | Situl arheologic de la Alunișu - "Movila Filipescu" / ansamblu anonim(Broscărie) (Categorie: locuire) (Tip: Așezare)                                   | localitate componentă Alunișu, oraș Măgurele | Movila Filipescu | sec. XVII-XVIII       |            |            | Încărcați imagine | Raportați eroare |
| 100843.01.01 (Cod LMI: IF-I-s-B-15137)    | Situl arheologic din epoca medievală de la Afumați / ansamblu anonim (Categorie: locuire) (Tip: Așezare)                                               | sat Afumați, comuna Afumați                  | Pârâul Pasărea   | sec. IX-XI            |            |            | Încărcați imagine | Raportați eroare |
| 100843.01.02 (Cod LMI: IF-I-m-B-15137.03) | Situl arheologic din epoca medievală de la Afumați / ansamblu anonim (Categorie: locuire) (Tip: Așezare)                                               | sat Afumați, comuna Afumați                  | Pârâul Pasărea   | sec. XVI-XIX          |            |            | Încărcați imagine | Raportați eroare |
| 100843.01.03 (Cod LMI: IF-I-m-B-15137.02) | Situl arheologic din epoca medievală de la Afumați / ansamblu anonim (Categorie: locuire) (Tip: Necropolă)                                             | sat Afumați, comuna Afumați                  | Pârâul Pasărea   | sec. XVI-XIX          |            |            | Încărcați imagine | Raportați eroare |
| 100843.01.04 (Cod LMI: IF-I-m-B-15137.01) | Situl arheologic din epoca medievală de la Afumați / ansamblu Manufactura lui Ștefan Cantacuzino de la Afumați (Categorie: locuire) (Tip: Manufactură) | sat Afumați, comuna Afumați                  | Pârâul Pasărea   |                       |            |            | Încărcați imagine | Raportați eroare |
| 179427.02.01 (Cod LMI: IF-I-m-B-15140.01) | Situl arheologic de la Alunișul / ansamblu anonim (Categorie: locuire civilă) (Tip: Așezare)                                                           | localitate componentă Alunișu, oraș Măgurele |                  | sec.XVI-XVIII         |            |            | Încărcați imagine | Raportați eroare |
| 179427.02.02 (Cod LMI: IF-I-m-B-15140.02) | Situl arheologic de la Alunișul / ansamblu anonim (Categorie: locuire civilă) (Tip: Așezare)                                                           | localitate componentă Alunișu, oraș Măgurele |                  | sec. IX-XI            |            |            | Încărcați imagine | Raportați eroare |
| 179427.02.03 (Cod LMI: IF-I-m-B-15140.03) | Situl arheologic de la Alunișul / ansamblu anonim (Categorie: locuire civilă) (Tip: Așezare)                                                           | localitate componentă Alunișu, oraș Măgurele |                  | sec. II-IV            |            |            | Încărcați imagine | Raportați eroare |
| 179427.02.04 (Cod LMI: IF-I-m-B-15140.04) | Situl arheologic de la Alunișul / ansamblu anonim (Categorie: locuire civilă) (Tip: Așezare)                                                           | localitate componentă Alunișu, oraș Măgurele |                  | getică                |            |            | Încărcați imagine | Raportați eroare |